# Syberyjski Legion Wolnych Polaków
Syberyjski Legion Wolnych Polaków - organizacja utworzona przez weteranów powstania styczniowego, przebywających na zesłaniu syberyjskim.
Organizacja powstała w celu wywołania powstania w koloniach karnych, które objęłoby całą Syberię.
Legion przystąpił do walki w nocy z 24 na 25 czerwca 1866, rozpoczynając powstanie zabajkalskie. Nie do wszystkich więźniów polskich dotarła wieść o rozpoczęciu powstania. Wielu z zesłanych odmówiło udziału w walce wobec ogłoszonej kilka tygodni wcześniej amnestii. Do walki wyruszyło 250 ludzi.
Syberyjski Legion składał się z 80 kawalerzystów, 70 strzelców i 100 kosynierów. Przywódcami byli weterani styczniowi: Narcyz Celiński, Gustaw Szaramowicz, Leopold Eliaszewicz oraz Kazimierz Arcimowicz.
Władze rosyjskie wysłały do walki 300 żołnierzy i 1000 Kozaków. Za powstańców wyznaczono wysokie nagrody. Wobec przewagi Rosjan powstańcy podzielili się na małe grupy, by przebić się do Chin. Większość członków Legionu schwytano i osądzono, przywódców rozstrzelano w Irkucku.